# Domenico Modugno
 2 volte vincitore ai Grammy awards  
Domenico Modugno (Polignano a Mare, 9 gennaio 1928 – Lampedusa, 6 agosto 1994) è stato un cantautore, chitarrista, attore, regista e politico italiano.
Artista molto prolifico, è considerato uno dei padri della musica leggera italiana; ha scritto e inciso circa 230 canzoni, interpretato 38 film per il cinema e 7 per la televisione, nonché recitato in 13 spettacoli teatrali e condotto alcuni programmi televisivi. Ha inoltre vinto quattro Festival di Sanremo, il primo dei quali, nel 1958, con la canzone Nel blu dipinto di blu (di cui era anche autore, cosa che lo rende il primo cantautore in gara nella storia della manifestazione), universalmente nota anche come "Volare" e diventata una delle canzoni italiane più conosciute, se non la più conosciuta, e dalla quale gli derivò il soprannome di Mr. Volare. Modugno è anche uno dei due cantanti italiani, insieme a Renato Carosone, ad aver venduto dischi all'epoca negli Stati Uniti senza inciderli in inglese. Nei suoi ultimi anni fu anche deputato e dirigente del Partito Radicale. È tra gli artisti italiani che hanno venduto più dischi, con oltre 70 milioni di copie.
Secondo i dati riportati dalla SIAE, Nel blu dipinto di blu è stata la canzone italiana più eseguita al mondo dal 1958 a oggi.

## Biografia

### Infanzia e giovinezza
Domenico Modugno nasce il 9 gennaio 1928 a Polignano a Mare (dove poi gli è stato dedicato un lungomare con annessa statua) in piazza Minerva 5 (oggi piazza Caduti di via Fani), in provincia di Bari, da Vito Cosimo Modugno, comandante della Polizia locale, e Pasqua Lorusso, del vicino paese di Conversano; ha due fratelli maggiori, Vito Antonio e Giovanni, e una sorella maggiore, Teresa; sin da piccolo in famiglia viene chiamato Mimì. Nel 1932 il padre viene trasferito per lavoro a San Pietro Vernotico, in provincia di Brindisi, e lì Modugno impara il dialetto vernacolare sanpietrano (facente parte dell'area del dialetto salentino), che ricorda il siciliano (fa parte della medesima area linguistica), nel quale scriverà le sue prime canzoni. Durante l'adolescenza impara a suonare la chitarra, presso un calzolaio del limitrofo comune di Squinzano, e la fisarmonica, mentre nel 1945 compone le sue due prime canzoni, che non inciderà mai, E la luna fra le nubi che sorride al mio dolore e Il treno che fischia; scrive anche alcune poesie che fa stampare dal padre tipografo di un suo amico; successivamente le sue canzoni verranno scritte nel dialetto del paese di San Pietro Vernotico. Nel frattempo frequenta l'Istituto di Ragioneria a Manfredonia. Nel 1947 si trasferisce, all'insaputa del padre, a Torino per cercare fortuna e lavora prima come cameriere e poi come apprendista gommista alloggiando in una baracca in affitto. Nel 1949, dopo il servizio militare a Bologna, ritorna al paese, si lascia crescere i baffi e comincia a esibirsi con la fisarmonica nelle serenate alle ragazze con il suo gruppo di amici, conquistandosi la fama di fimminaru (sciupafemmine) per via della sua prestanza e delle sue doti artistiche.

### Gli anni cinquanta: dall'attività teatrale al successo diNel blu dipinto di blu
Nel paese inizia anche la sua attività teatrale sotto la guida del Maestro Rolomir Piccinno, ma presto decide di tornare a Torino e poi di spostarsi a Roma, dove i primi tempi alloggia presso il convento dei monaci camaldolesi al Celio; vince un concorso per attori dilettanti che gli consente di iscriversi alla scuola per attori del Centro Sperimentale di Cinematografia, riuscendo anche a vincere una borsa di studio da cinquantamila lire al mese. Qui conosce una giovane aspirante attrice siciliana, Franca Gandolfi, figlia di un colonnello che diventerà poi sua moglie il 26 giugno 1955. La sera comincia a esibirsi al Circolo Artistico di via Margutta, con un repertorio di canzoni in dialetto salentino di sua composizione e di brani popolari.
La sua prima parte come comparsa cinematografica risale al 1949 nel film I pompieri di Viggiù; poi nel 1951 appare in Filumena Marturano. Nel 1952 è attore giovane in teatro ne Il borghese gentiluomo di Molière con la Compagnia Tatiana Pavlova e prende parte ai film Cameriera bella presenza offresi... del 1951, Anni facili del 1953, e all'episodio La giara del film Questa è la vita del 1954. Ottenuto l'attestato del Centro Sperimentale nel 1953, continua la sua attività cinematografica e nel frattempo si esibisce come musicista e rumorista alla radio.
Nel film Carica eroica del 1952, dovendo interpretare il ruolo di un soldato siciliano che deve far dormire un bambino, Modugno canta una canzone popolare del suo paese, Ninna nanna meglio conosciuta come Ulìe ci tene ulìe, grazie alla quale viene chiamato alla trasmissione Trampolino per presentarla; l'esibizione è apprezzata dal direttore del secondo canale, Fulvio Palmieri, che gli propone di ideare e condurre una trasmissione musicale in quattro puntate. Modugno coinvolge la Gandolfi e così, all'inizio del 1953, conduce Amuri...amuri..., trasmesso dal secondo programma radiofonico alle 22, in cui interpreta una canzone in ogni puntata, proponendo brani che inciderà in seguito, come La cicoria o La barchetta dell'amore.
Nasce in quei giorni la leggenda del Modugno siciliano in quanto molti scambiano il dialetto salentino di questa e di altre canzoni come lingua siciliana, e il cantautore, almeno in quel periodo, non smentisce, attirandosi l'astio dei compaesani di San Pietro per aver sentito lo stesso Modugno dichiarare di essere siciliano: lui affermerà poi di averlo fatto perché costretto dai dirigenti Rai e dai discografici. Si evince però facilmente che vi erano, soprattutto in seguito quando era già famoso, interessi economici e di immagine, suoi e di chi gestiva i suoi affari e la sua immagine.
Nel maggio 1953 Frank Sinatra è ospite di una puntata di Radioscrigno, programma radiofonico condotto da Guido Notari, durante il quale Modugno esegue Ninna nanna. Sinatra espresse interesse per la canzone, che poi non incise mai. L'episodio però servirà per raccogliere l'interesse dei dirigenti radiofonici della TV di Stato. L'ultima apparizione cinematografica prima del successo nel mondo della musica è del 1955 ne Il Mantello Rosso di Giuseppe Maria Scotese. Continuerà tuttavia a recitare anche successivamente.
Alla fine del 1953 Modugno ottiene un contratto discografico con l'RCA Italiana, per la quale comincia a pubblicare i primi dischi a 78 giri e a 45 giri, con canzoni composte in dialetto salentino e siciliano, per i quali si ispira al folklore di queste due regioni cantando di minatori, personaggi pittoreschi come nella canzone Lu Frasulinu, pescatori, storie d'amore di pesci spada innamorati, fedeli fino alla morte nel massacro della tonnara, di cavalli diventati ciechi e spinti a morire nel gran sole rovente dopo il buio delle miniere. Il primo disco pubblicato nel 1954 è un 78 giri, La cicoria/Ninna nanna (la prima cantata con la Gandolfi); entrambi i brani erano stati presentati nella trasmissione condotta da Walter Chiari Controcorrente.
I genitori si separano in quello stesso anno poiché il padre è da tempo legato a un'altra persona. La madre si trasferisce a Roma con Vito Antonio, fratello di Domenico, il quale comincia a lavorare per lui in veste di manager; l'altro fratello resta al paese e avvia il primo autosalone del paese; a San Pietro risiedono ancora i nipoti del cantautore e il fratello maggiore Tonino, mentre il padre morirà suicida il 30 dicembre 1964, provato da due anni di sofferenze dovute a gravi disturbi circolatori e a ripetuti attacchi d'asma che gli davano una continua sensazione di soffocamento.

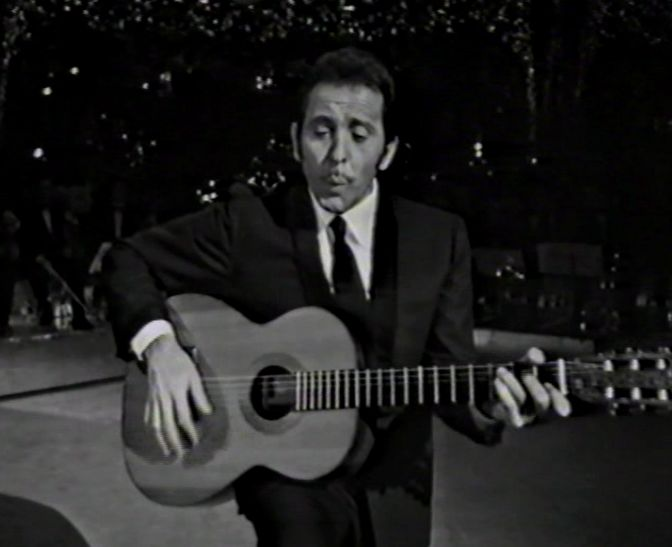
Modugno esegue Vecchio frac e, mentre canta e fischia, percuote la cassa della chitarra

In questo periodo pubblica altri dischi per la RCA con brani che verranno riscoperti in seguito, come La donna riccia, La sveglietta, Lu pisci spada e Vecchio frak, una delle due canzoni in italiano di questo periodo che nel 1955 gli procurerà il primo problema con la censura a causa del verso finale «Ad un attimo d'amore che mai più ritornerà», che gli viene fatto cambiare in «Ad un abito da sposa primo e ultimo suo amor». Come egli stesso racconterà, questa canzone è ispirata alla vicenda del principe siciliano Raimondo Lanza di Trabia (marito dell'attrice Olga Villi), che si era suicidato nel novembre del 1954, all'età di 39 anni, gettandosi dalla finestra del suo palazzo in via Sistina a Roma. Racconta peraltro un suo amico fraterno, il poeta e scrittore Giovanni Bruno, che la canzone ebbe anche una seconda fonte di ispirazione in un racconto di spettri che la madre fece al cantante quando era bambino: la leggenda di un fantasma che usciva di notte dagli spalti del Castello di Conversano (BA) e vagava per la città.
In quel periodo vengono pubblicati i primi LP: l'album di esordio è I successi di Domenico Modugno I uscito nel 1955, che include alcuni brani già editi come 78 giri, seguito da I successi di Domenico Modugno II. Spesso le canzoni di questo periodo si rifanno alla tradizione popolare siciliana e dei cantastorie siciliani, che furono del resto la sua prima esperienza musicale, anche se poi ha dichiarato: «Una notte, quando avevo tre anni, a Polignano a mare, fui svegliato da un suono bellissimo, che solo in seguito decifrai come il canto di un carrettiere; fu la mia prima esperienza musicale, quella per me fu la "musica" per molto tempo. Per questo ho iniziato a cantare con quelle canzoni; il cantastorie stava dentro di me, non era una scelta precisa».
Alcune di queste prime canzoni sono depositate alla Siae avendo altri autori come cofirmatari della musica, ad esempio Romagnoli per La donna riccia, in quanto - come spiegò Modugno in seguito - «Per le mie primissime composizioni dovevo ricorrere alla firma di persone già iscritte alla Siae come trascrittori, non potevo farlo io per via dei requisiti della legge vigente: io non sapevo scrivere la musica e suonavo vari strumenti a orecchio. Ero insomma un "melodista", come venivano definiti coloro che si trovavano nelle mie condizioni. Per depositare "La donna riccia" alla Siae, quindi, dovetti appoggiarmi a Romagnoli, che pur non avendo scritto nemmeno una nota incominciò in questa maniera a intascare i diritti d'autore. Molto presto riuscii a modificare la situazione: si riunì appositamente per me una commissione che, dopo aver esaminato il caso, decise che il signor Modugno poteva tranquillamente depositare le sue opere pur non sapendo scrivere la musica.» Tuttavia uno dei suoi primi coautori, Franco Nebbia, giocò un ruolo importante proprio nel favorire gli inizi della carriera di Modugno.
Nel 1956, con il cambio di casa discografica e il passaggio alla Fonit Cetra, riesce a esordire come autore al Festival di Sanremo con Musetto, già incisa in precedenza, che venne presentata alla manifestazione da Gianni Marzocchi classificandosi all'ottavo posto. Nello stesso anno conduce le sette puntate della trasmissione televisiva Invito a Bordo insieme a Henri Salvador per la regia di Romolo Siena che si concluderà nel maggio 1956. Sempre nel 1956 compone Io, mammeta e tu, che contribuisce a far circolare il nome del cantautore e fa alcune tournée in Francia traducendo alcune sue canzoni come Vecchio Frac o Io, mammeta e tu in francese. Nello stesso tempo escono altri 33 giri come Domenico Modugno e la sua chitarra - Un poeta un pittore un musicista e Domenico Modugno e la sua chitarra nº 2 - Un poeta un pittore un musicista, che raccolgono anche reincisioni di vecchie canzoni. Sempre in quel periodo comincia a scrivere canzoni in napoletano con testi scritti da Riccardo Pazzaglia che aveva conosciuto al Centro Sperimentale di Cinematografia.
Nel 1957 partecipa al Festival di Napoli in coppia con Aurelio Fierro, con Lazzarella, scritta insieme con Pazzaglia, che riscuote un buon successo come del resto la canzone inserita sul retro del disco, Strada 'nfosa, che gli viene ispirata da un venditore ambulante parigino in una giornata di pioggia. Alla fine dell'anno ha un altro problema con la censura a causa di alcuni versi di Resta cu' mme giudicati non adeguati: «Nu' me 'mporta dô passato, nu' me 'mporta 'e chi t'ha avuto», li dovrà perciò cambiare in «Nu' me 'mporta si 'o passato, sulo lagreme m'ha dato».
Diviene uno dei protagonisti della musica leggera italiana e internazionale quando, con la canzone Nel blu dipinto di blu, trionfa al Festival di Sanremo 1958 insieme con Johnny Dorelli. Il testo di questa canzone fu scritto insieme con Franco Migliacci, con il quale cooperò in molti momenti della carriera, giungendo ad altri risultati di successo come Addio... addio.... Il brano tradotto successivamente in ben 13 lingue ha successo in tutto il mondo. I racconti sulla nascita del testo da parte degli autori sono contrastanti e variano a seconda della ricostruzione del momento: Gianni Borgna li ha raccolti, e così si scopre che i primi tempi Modugno sosteneva che l'idea del ritornello Volare, oh oh gli era venuta una mattina osservando il cielo azzurro dalla finestra della sua casa di piazza Consalvi a Roma, mentre Migliacci invece affermava che l'idea era venuta a lui, osservando il quadro Le coq rouge di Marc Chagall, e che solo in seguito ne aveva parlato al cantautore pugliese. In seguito, poi, Modugno affermò che, trovandosi a passeggiare nei pressi di Ponte Milvio, uno dei due avrebbe pronunciato il verso «Di blu m'ero dipinto» e da lì si sarebbe poi sviluppato il resto del testo. Ultimamente, però, Migliacci ha cambiato versione, sostenendo che la canzone sia nata dopo un incubo notturno. La storia era questa: "Migliacci una giornata sarebbe dovuto andare al mare con Modugno, ma quest'ultimo non veniva a prenderlo; allora Migliacci disse addio alla giornata del mare, si richiude in casa, un po' per il caldo si addormenta, sognando lui che vola nel cielo e si dipinge di blu". È evidente che è quasi impossibile capire quale sia la verità sulla nascita del testo, ma sulla musica, scritta dal solo Modugno, tutti sono d'accordo nel riconoscerne la carica innovativa e di novità, almeno col senno di poi, visto che, subito dopo l'esibizione sanremese alcuni musicisti non esitarono a criticarne la melodia (Gorni Kramer, ad esempio, affermò: «Ma che pazzia è questa canzone? Non ha stile, non esiste!»).

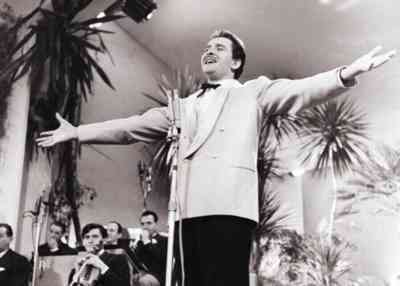
Modugno mentre apre le braccia durante il ritornello di "Nel blu dipinto di blu" al Festival di Sanremo del 1958

In generale, però i pareri dei critici musicali sono unanimi: «Quella di Modugno è senza dubbio la canzone più nuova, più originale e più estrosa di questo Festival: estrosa nella musica, dove la caratteristica vera e propria è data dalla frase iniziale del ritornello, ed estrosa nel soggetto»; «La vittoria di Modugno può significare finalmente una rottura di quel clima di artificio nel quale naviga, grazie agli interessi delle case discografiche ed editrici, e alla scarsa preparazione di buona parte di autori e cantanti, la canzone italiana: Modugno ha dimostrato che una bella canzone, cantata bene, può essere apprezzata dal pubblico, e ha dimostrato che due cantanti seri e preparati come lui e il giovane Johnny Dorelli hanno la possibilità di imporsi sui "divi" costruiti e artificiosi, dai milioni in banca e dalle lacrime nel fazzoletto».
La fortuna della canzone è dovuta, comunque, anche ad altri aspetti, non solo al testo o alla melodia: in particolare è da citare l'arrangiamento, opera di Alberto Semprini, e l'interpretazione di Modugno che, durante l'esibizione a Sanremo, accompagna con la mimica la sua voce per arrivare, nel celebre ritornello, a una liberatoria apertura delle braccia.
Dopo Sanremo, la canzone arrivò terza all'Eurovision Song Contest e vinse nel 1958 due Premi Grammy (fu per molti anni l'unico a vincere un tal premio per una canzone italiana), uno come disco dell'anno, uno come canzone dell'anno oltre alla nomination come "miglior interprete" del 1958.
Anche il Cash Box Billboard gli conferì l'Oscar per la migliore canzone dell'anno e ricevette in dono dalle industrie musicali tre dischi d'oro, uno per il migliore cantante, uno per la migliore canzone e uno per il disco più venduto.
Ecco come il cantante racconta la nascita del suo successo negli Stati Uniti:
Si esibisce all'Ed Sullivan Show, il programma televisivo più popolare degli Stati Uniti, e poi comincia un lungo tour che tocca, tra le tante città, Boston, Buffalo, Los Angeles e New York dove, il 18 settembre, suona alla Carnegie Hall: è proprio durante la tournée che la moglie dà alla luce con qualche settimana di anticipo il suo primogenito, ma Modugno non può ritornare in Italia a causa delle forti penali previste nel contratto (ben 100.000 dollari di danni).
È in questo periodo che gli americani lo soprannominano Mr. Volare, e anche la sua canzone diventa nota con questo titolo, il 45 giri rimane primo nell'hit parade americana per ben tredici settimane consecutive, record tuttora ineguagliato per un disco italiano.
L'eco di questi successi arriva anche in Italia: L'Espresso nell'agosto del 1958 può così scrivere nei titoli in copertina: Modugno ha conquistato l'America; e a fine anno i dati di vendita sono esaltanti, battendo ogni record per un disco italiano fino a quel momento: ben 800 000 copie in Italia e oltre 22 milioni nel mondo.
Il 1958 è per il cantautore un anno frenetico: passa dal piccolo successo italiano alla grande popolarità internazionale, con tournée negli Stati Uniti e in America Latina, incisioni discografiche estere, apparizioni in vari programmi televisivi. Modugno ha attraversato l'Atlantico circa 60 volte, tutti gli Stati del nord e sud America lo hanno sentito dalla viva voce, a Caracas durante uno spettacolo si tenne la massima presenza di 121 000 persone.
Tornato in Italia, cerca di coinvolgere Migliacci nella scrittura di una nuova canzone e, mentre era in attesa che il suo treno partisse, alla stazione di Pittsburgh, in Pennsylvania, in un giorno di pioggia, osservando l'addio di due fidanzati sotto la pioggia, si era annotato questi versi: «Ciao ciao bambina, un bacio ancora/e poi per sempre ti perderò;/vorrei trovare parole nuove/ma piove, piove sul nostro amor». Poiché il paroliere non è interessato, Modugno coinvolge Dino Verde, con cui ha già collaborato nella scrittura di Resta cu' mme, e compone una musica che per certi versi ripete lo schema di Nel blu dipinto di blu: un'introduzione lenta (accompagnata dall'organo hammond, suonato da Mario Migliardi), che poi si apre con un ritornello arioso. E vi è un'altra cosa che accomuna i due brani: il primo è conosciuto nel mondo con la parola del ritornello, Volare, e non con il suo titolo, e lo stesso accade con il secondo, Piove, molto più conosciuto come Ciao ciao bambina. E anche questa canzone ripete il trionfo della precedente, vincendo il Festival di Sanremo 1959 e diventando una delle canzoni più note del cantautore (incisa anche da Caterina Valente, Xavier Cugat, Franck Pourcel, Fred Buscaglione e molti altri), anche se le vendite complessive non raggiungono quelle di Nel blu dipinto di blu: 500 000 copie in Italia e quasi 15 milioni nel mondo.

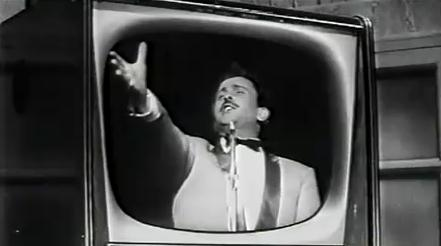
Modugno al festival di Sanremo 1959. L'esibizione fu ripresa per il film musicarello di quell'anno Destinazione Sanremo, firmato dallo specialista Domenico Paolella.

### Anni sessanta
Nel 1960 si classifica secondo assieme a Teddy Reno con Libero, che fu comunque un buon successo di vendita; vince nel 1962 in coppia con Claudio Villa con Addio... addio... e nel 1966 con Dio, come ti amo assieme a Gigliola Cinquetti. Pur con il successo come cantante, continua anche l'attività di attore, partecipando a numerosi film, tra cui nel 1960 Appuntamento a Ischia, insieme a Ciccio Ingrassia, Mina e Franco Franchi. Nel 1961, dopo qualche mese di inattività dovuto a una frattura della gamba avuta durante le prove in teatro, esordì come protagonista nella commedia musicale Rinaldo in campo di Garinei e Giovannini, di cui compose anche le musiche pubblicate nell'album omonimo e che fu definito: "Il più grosso successo teatrale di tutti i tempi avvenuto in Italia", registrando record d'incassi mai raggiunti in questo campo. Lo spettacolo esordì al teatro Alfieri di Torino il 12 settembre 1961 per celebrare i cent'anni dell'Unità nazionale e racconta le vicende del brigante siciliano Rinaldo Dragonera, di cui si innamora Angelica, una nobildonna siciliana che sostiene la causa di Garibaldi e che alla fine lo convincerà a unirsi ai garibaldini contro i Borboni. Venne anche trasmessa in televisione. Il successo porta la commedia a essere rappresentata in Francia e in Unione Sovietica ma senza Modugno perché occupato in altri progetti. Come attore teatrale recitò anche in altri spettacoli come Tommaso d'Amalfi di Eduardo De Filippo, per cui scrisse anche le musiche; recitò anche in Liolà, componendo anche alcune musiche per lo spettacolo rimaste però inedite.
Nel 1961 il singolo La novia (brano musicale) arriva primo in classifica per sei settimane.
Per il cinema realizzò come autore-attore il film autobiografico Tutto è musica (1963), con Franco Franchi e Ciccio Ingrassia.
Per la televisione recitò nel 1965 nello sceneggiato Scaramouche di Daniele D'Anza, insieme con Carla Gravina, la sigla di questo telefilm, L'avventura, divenne una delle sue canzoni più celebri.

Domenico Modugno

Collaborò anche con i poeti Salvatore Quasimodo, che dopo averlo conosciuto gli diede l'autorizzazione per mettere in musica le sue due poesie Ora che sale il giorno e Le morte chitarre, e Pier Paolo Pasolini, che scrisse il testo della canzone Che cosa sono le nuvole.
Ecco come Modugno racconta l'esperienza con Quasimodo:

Venne chiamato da Pasolini nel 1966 per cantare i titoli di testa del film Uccellacci e uccellini, su musica di Ennio Morricone; l'anno successivo recitò nel film Capriccio all'italiana (nell'episodio Che cosa sono le nuvole?), interpretando la canzone omonima:
Nel 1966 ha partecipato per la terza volta all'Eurovision Song Contest (dopo il 1958 e il 1959) classificandosi all’ultimo posto, con le stesse canzoni portate a Sanremo. Nel 1964 vinse il Festival di Napoli con Ornella Vanoni con la canzone Tu si' 'na cosa grande; nel 1965 ha partecipato a Un disco per l'estate con Come si fa a non volerti bene.

Dopo il periodo trascorso alla Fonit passò alla Curci nel 1964; i dischi di questo periodo però, esclusa qualche eccezione come L'avventura o Dio, come ti amo, non ebbero un grande riscontro di pubblico. Nel 1968 ritornò alla RCA Italiana, la casa in cui aveva esordito, ma anche qui i nuovi dischi ebbero all'inizio scarso seguito; la situazione cominciò a cambiare con l'incisione di Come hai fatto, nel 1969, che segnò il suo ritorno in hit parade. Come ha raccontato Modugno, Come hai fatto era nata in origine appunto in dialetto partenopeo:
Con Ricordando con tenerezza partecipa nello stesso anno alla Mostra Internazionale di Musica Leggera di Venezia brano autobiografico di discreto successo.

Al 1968 risale l'episodio dell'eliminazione di Meraviglioso da parte della giuria selezionatrice:

Modugno quell'anno partecipò cantando una canzone non sua, Il posto mio, scritta da Tony Renis, che non ebbe grandi riscontri commerciali:

Nel 1969 recitò nella commedia musicale Mi è caduta una ragazza nel piatto.

### Anni settanta
Il successo viene confermato l'anno successivo da La lontananza, che arrivò fino al primo posto delle classifiche; il testo di questa canzone fu scritto insieme con Enrica Bonaccorti, che il cantautore aveva conosciuto l'anno precedente durante l'allestimento dello spettacolo teatrale Mi è caduta una ragazza nel piatto:
Entrano in classifica anche La gabbia (sempre nel 1970), Come stai e Tuta blu (nel 1971) e Un calcio alla città (nel 1972).

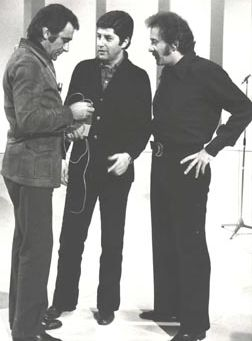
Modugno durante le registrazioni del programma televisivo "Teatro 10" (1971) con Alberto Lupo (a sinistra) e il regista Antonello Falqui (al centro)

Proprio a questo periodo risalgono album come Con l'affetto della memoria e Il mio cavallo bianco e una famosa raccolta in sei dischi, Tutto Modugno del 1972, con alcuni inediti e reincisioni di vecchi brani. Nel 1974 divorziò e tornò alla Curci, nel frattempo trasformata in Carosello, con cui incise undici singoli e tre album; alcuni successi di questo periodo, come Piange... il telefono del 1974 e Il maestro di violino del 1976 (la cui musica è scritta dal maestro Pippo Caruso), vengono attaccati da molti critici e considerati una concessione agli effetti facili e strappalacrime come anche i due film - ispirati alle canzoni - che subiranno le stesse critiche.

Il 1971 avrebbe dovuto essere l'anno di Alleluja brava gente, nuovamente in collaborazione con Garinei e Giovannini, di cui Modugno scrisse tutte le musiche, ma a causa di problemi di salute rinuncia ed è sostituito da Gigi Proietti; in realtà pare che all'origine dell'abbandono di Modugno ci siano dei contrasti sorti con il coprotagonista dello spettacolo, Renato Rascel. Soltanto molti anni dopo Modugno confermerà quelli che, fino a quel momento, erano stati solo dei pettegolezzi dell'ambiente dello spettacolo:
Il cantautore inciderà una sola canzone per la commedia, Amaro fiore mio.

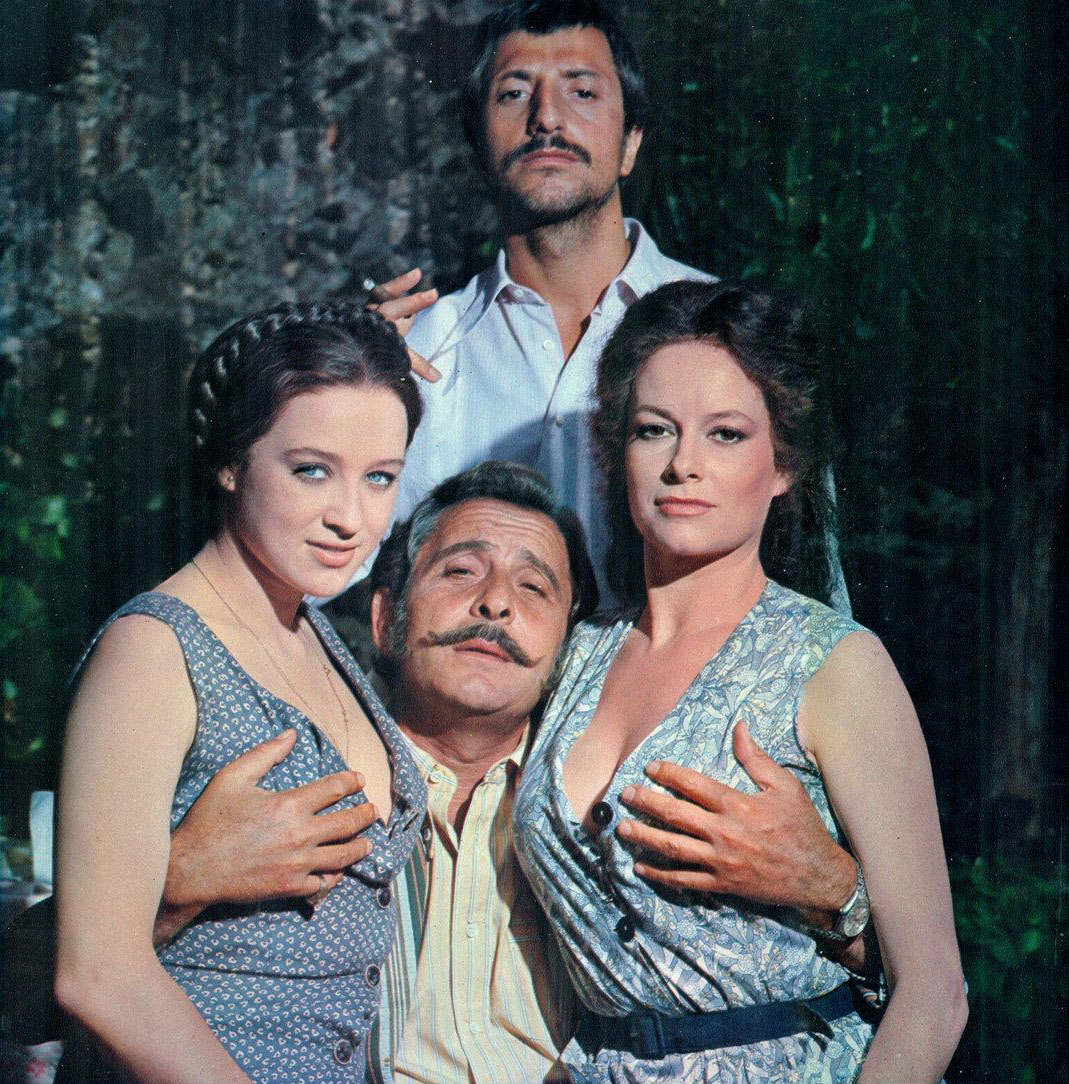
Dall'alto, in senso orario: Pippo Franco, Luciana Paluzzi, Domenico Modugno ed Eleonora Giorgi sul set de La sbandata (1974).

Partecipò a diverse edizioni di Canzonissima, senza però aggiudicarsi la vittoria (il suo migliore piazzamento fu il quarto posto). Nel 1974 vinse la prima edizione del Premio Tenco, la rassegna della canzone d'autore di Sanremo. Dal 1973 al 1976 fu Mackie Messer ne L'Opera da tre soldi di Bertolt Brecht e Kurt Weill, diretta da Giorgio Strehler.
Nel 1976 intervenne come ospite d'onore nella serata conclusiva del Festival di Sanremo, eseguendo un medley dei suoi successi. Originariamente gli era stata affidata la conduzione del Festival ma a soli tre giorni dall'inizio rinunciò a condurre, e fu per questo sostituito da Giancarlo Guardabassi. Pubblicherà però una delle sue canzoni più celebri, Malarazza, ispirata a un canto popolare siciliano rielaborato insieme alla cantautrice, regista e attrice palermitana Emma Muzzi Loffredo, che verrà rieseguito anche da molti altri artisti: Roy Paci & Aretuska, Carmen Consoli, Ginevra Di Marco, i Lautari e Peppe Voltarelli. In questa occasione Modugno fu accusato presso il Tribunale di Milano da Dario Fo di aver plagiato una sua precedente rielaborazione dello stesso canto siciliano, fatta per il suo spettacolo Ci ragiono e canto. Anche la celebre cantante folk siciliana Rosa Balistreri, nel corso di un concerto avvenuto a Cianciana in provincia di Agrigento, il 2 agosto 1980, accusò pubblicamente Modugno di aver copiato, come tanti altri, dalla tradizione popolare siciliana.

Modugno si esibisce a Roma nell'autunno 1976, durante un incontro organizzato dall'Associazione Italia-Cile, a favore del boicottaggio italiano verso la finale di Coppa Davis nel Cile di Pinochet

Famoso nel 1977 il suo concerto a Viareggio davanti a più di 5000 spettatori, da cui verrà tratto l'album Dal vivo alla Bussoladomani.
Nel 1978 Modugno torna a teatro, anzi al Teatro Tenda di piazza Mancini di Roma, con la commedia musicale Cyrano, le cui canzoni vengono raccolte nell'album omonimo, che riscuote molto successo, ed è l'ultimo inciso per la Carosello. Lo spettacolo viene poi ripreso da Rai 2 in tre puntate. Il grande successo ottenuto prima al Teatro Tenda poi al Teatro Giulio Cesare e in alcune città italiane fu tale che venne portato in tournée in sud America.

### Anni ottanta

Modugno con Alida Chelli durante lo spettacolo teatrale Cyrano (stagione 1979-1980)

Modugno viene ingaggiato nel 1981 dalla televisione di stato cilena per partecipare al programma Vamos A Ver, ma proprio mentre si accinge a partire da Roma, è avvisato telefonicamente da Santiago, da parte dell'impresario Edgardo Marcel, di sospendere il viaggio perché le autorità non gli consentono di entrare in Cile a causa delle dichiarazioni che aveva fatto in precedenza sulla situazione politica cilena e sulla dittatura di Pinochet; l'artista in seguito darà istruzioni al suo legale per far causa alla televisione cilena.
Nel 1983 passa alla Panarecord: questo sodalizio, però, non durerà molto, a causa dei problemi di salute che lo colpiranno bruscamente in breve tempo.

#### L'ictus e i vari impegni politici
Domenico Modugno venne colpito da un ictus il 12 giugno 1984, durante la registrazione della trasmissione di Canale 5 La luna nel pozzo, negli studi televisivi di Cologno Monzese. Il medico di servizio non si accorse della gravità delle sue condizioni e gli disse di prendere un'aspirina e tornare a casa; nella notte le sue condizioni si aggravarono e venne ricoverato nell'ospedale San Raffaele di Milano; qualche giorno dopo fu trasferito nel reparto neurochirurgico di Niguarda e successivamente in una clinica romana, dove nonostante le cure a cui fu sottoposto rimase con un lato del corpo paralizzato e con difficoltà ad articolare la parola, cosa che lo costrinse a lasciare l'attività artistica; fu costretto a una riabilitazione di oltre tre mesi e solo attorno a settembre di quello stesso anno cominciò a migliorare. Lo stesso artista attribuì il malore alla sua fortissima propensione al fumo, che lo aveva portato a fumare anche sessanta sigarette al giorno per anni.
Il suo impegno politico lo aveva portato a partecipare alle campagne del Partito Socialista al quale aveva donato i diritti d'autore della canzone L'anniversario, composta nel 1973 in occasione della campagna per il referendum sull'abrogazione della legge Fortuna - Baslini che nel 1971 aveva introdotto il divorzio nella legislazione italiana. Nel 1986, impressionato dall'attività a favore dei disabili del Fronte Radicale Invalidi, incominciò a interessarsi alle iniziative del Partito Radicale, per il quale fu candidato alle elezioni politiche del 1987, venendo eletto alla Camera tra i deputati della X legislatura; il 18 aprile del 1990, in seguito alle dimissioni di Gianfranco Spadaccia dal Senato, rassegnò le dimissioni per assumere l'incarico di senatore, restando in carica fino al termine della legislatura. Durante la sua permanenza in Parlamento, si impegnò sui temi dei diritti delle persone disabili e sulle norme a tutela degli artisti.
Fece poi una vera e propria battaglia per l'ospedale psichiatrico di Agrigento, in cui i malati vivevano in condizioni quasi disumane, riuscendo nel 1988 a far chiudere l'ospedale e dedicando ai ricoverati un concerto, che fu il primo tenuto dopo il malore.

### Anni novanta
Nel 1990 fu eletto consigliere comunale ad Agrigento. Due anni dopo si candidò alla Camera con la Federazione dei Verdi nella circoscrizione Palermo-Trapani-Agrigento-Caltanissetta: pur essendo il più votato della sua lista, con 1562 preferenze, non riuscì a essere eletto per lo scarso risultato del partito.
A luglio 1991 tenne un concerto alle Terme di Caracalla. Nell'ottobre dello stesso anno ebbe un lieve attacco cardiaco. Nel maggio 1992 cantò a Torino, in un concerto gratuito in piazza San Carlo. Sempre nello stesso anno ritornò per l'ultima volta negli Stati Uniti per sette concerti conclusi il 14 dicembre. Il 26 agosto 1993 tenne l'ultimo concerto, a Polignano a Mare, sua città d'origine, alla presenza di 70.000 persone in occasione della "riappacificazione con i polignanesi" per essersi sempre dichiarato siciliano. La manifestazione, chiamata Modugno torna a casa, lo vide sfilare lungo la costa di Polignano alla testa di un corteo di barche, per poi attraversare il paese baciando bambini e stringendo mani a bordo della Lancia Aurelia B24 del Il sorpasso e il concerto nel quale dichiarò: «Chiedo scusa, ma per la fame avrei anche detto di essere giapponese!». Nel 1993 incise col figlio Massimo l'ultima canzone Delfini (Sai che c'è), che poi presentarono a Domenica In nell'ultima apparizione televisiva, occasione in cui Modugno apparve molto provato e irriconoscibile per la barba bianca.

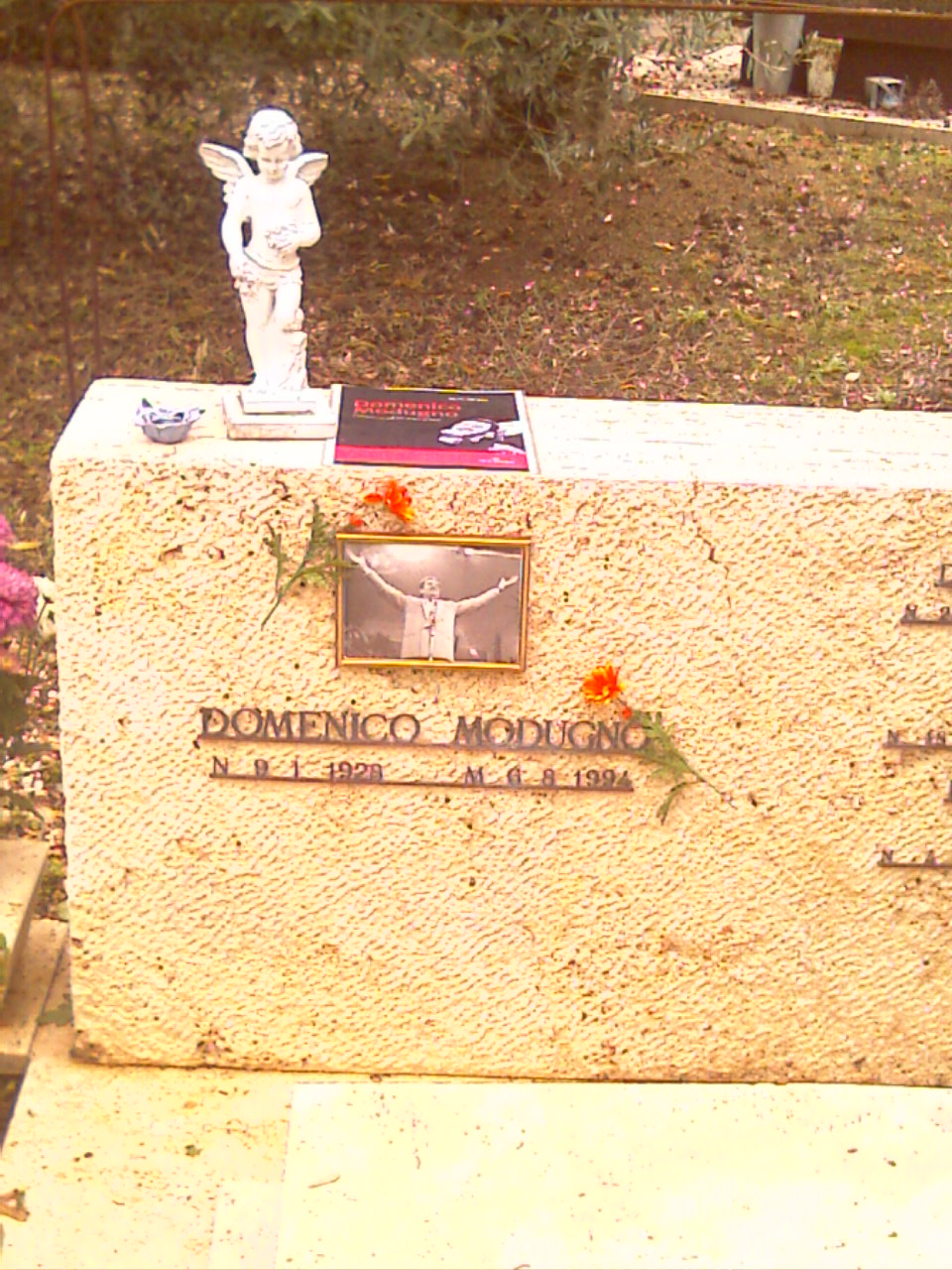
Tomba di Modugno a Roma

Dopo un ulteriore peggioramento, Modugno morì per un infarto il 6 agosto 1994, all'età di 66 anni, nella sua casa di Lampedusa. Fu portato nella sua villa sull'Appia Antica per la camera ardente e il funerale fu celebrato nella basilica di San Sebastiano fuori le mura. Riposa nel cimitero Flaminio di Roma.

### Omaggi dopo la scomparsa
Il 27 settembre 2024, su Rai 3, Modugno è presente nel docufilm 'O Festivàl, dove, con artisti come Claudio Villa, Nunzio Gallo, Aurelio Fierro, Ornella Vanoni, Mario Trevi e Peppino Di Capri, è testimone del Festival di Napoli attraverso filmati storici.

## Vita privata
Modugno sposò nel 1955 l'attrice e soubrette Franca Gandolfi, con la quale nel 1958 ebbe il primo figlio, il regista Marco Modugno. Nel 1961, durante la lavorazione di Rinaldo in campo, intraprese una relazione con la ballerina, coreografa e costumista Maurizia Calì, sposata con l’ingegnere Romano Camilli, e nel 1962 ebbe da lei un secondo figlio, l'attore Fabio Camilli, chiamato con il cognome del marito della madre, con il quale non ebbe rapporti. In seguito, dalla moglie ebbe nel 1966 i gemelli Massimo e Marcello Modugno. Nell'agosto 2019 la Prima sezione civile della Corte suprema di cassazione riconobbe in via definitiva (dopo 18 anni di battaglie legali) che anche Fabio Camilli, nato il 10 agosto 1962, è figlio di Modugno.

## Filmografia
Per il cinema interpretò 46 film, due anche come compositore; dieci da protagonista.

### Attore cinematografico
- I pompieri di Viggiù, regia di Mario Mattoli (1949)
- Destino, regia di Enzo Di Gianni (1951)
- Cameriera bella presenza offresi, regia di Giorgio Pàstina (1951)
- Filumena Marturano, regia di Eduardo De Filippo (1951)
- Processo contro ignoti, regia di Guido Brignone (1952)
- Carica eroica, regia di Francesco De Robertis (1952)
- La carovana del peccato, regia di Pino Mercanti (1953)
- Anni facili, regia di Luigi Zampa (1953)
- Questa è la vita, regia di Giorgio Pàstina, episodio: La giara (1954)
- Vacanze d'amore (Village magique), regia di Jean-Paul Le Chanois (1954)
- Rosso e nero, regia di Domenico Paolella (1954)
- I cavalieri della regina, regia di Mauro Bolognini (1954)
- Da qui all'eredità, regia di Riccardo Freda (1955)
- I pinguini ci guardano, regia di Guido Leoni (1955)
- Il mantello rosso, regia di Giuseppe Maria Scotese (1955)
- Canzoni di tutta Italia, regia di Domenico Paolella (1955)
- Accadde di notte, regia di Gian Paolo Callegari (1956)
- I girovaghi di Hugo Fregonese (1956) – solo come compositore e cantante della canzone Il girovago
- Le avventure dei tre moschettieri, regia di Joseph Lerner (1957)
- La spada imbattibile, regia di Hugo Fregonese (1957)
- Lazzarella, regia di Carlo Ludovico Bragaglia (1957)
- Mariti in città, regia di Luigi Comencini (1957) – solo come compositore
- Io, mammeta e tu, regia di Carlo Ludovico Bragaglia (1958)
- Gli sparvieri del re, Joseph Lerner (1958)
- Mogli pericolose, regia di Luigi Comencini (1958) – solo come compositore
- Europa di notte, regia di Alessandro Blasetti (1959)
- Nel blu dipinto di blu, regia di Piero Tellini (1959)
- Destinazione Sanremo, regia di Domenico Paolella (1959)
- Napoli è tutta una canzone, regia di Ignazio Ferronetti (1959)
- Esterina, regia di Carlo Lizzani (1959)
- Mantelli e spade insanguinate, regia di Frank McDonald e Nathan Juran (1959)
- Sanremo - La grande sfida, regia di Piero Vivarelli (1960)
- Adua e le compagne, regia di Antonio Pietrangeli (1960)
- Appuntamento a Ischia, regia di Mario Mattoli (1960)
- Vacanze in Argentina, regia di Guido Leoni (1960)
- L'onorata società, regia di Riccardo Pazzaglia (1961) – anche come compositore
- Il giudizio universale, regia di Vittorio De Sica (1961)
- Tutto è musica, regia di Domenico Modugno (1963)
- Uccellacci e uccellini, regia di Pier Paolo Pasolini (1966) – come compositore
- Per un pugno di canzoni, regia di Josè Luis Merino (1966)
- Tre morsi nella mela, regia di Alvin Ganzer (1967) –originale negli USA Three Bites of the Apple
- Capriccio all'italiana, regia di Pier Paolo Pasolini (1968)
- Lo scopone scientifico, regia di Luigi Comencini (1972)
- La sbandata, regia di Alfredo Malfatti e Salvatore Samperi (1974)
- Piange... il telefono, regia di Lucio De Caro (1975)
- Il maestro di violino, regia di Giovanni Fago (1976)
- "FF.SS." - Cioè: "...che mi hai portato a fare sopra a Posillipo se non mi vuoi più bene?", regia di Renzo Arbore (1983)

### Regista cinematografico
- Tutto è musica (1963) – cura anche la sceneggiatura e la produzione

## Televisione
- I tre moschettieri (o The Three Musketeers) – serie TV (1956)
- Scaramouche, regia di Daniele D'Anza – sceneggiato TV (1965)
- Il marchese di Roccaverdina, regia di Edmo Fenoglio – miniserie TV (1972)
- Un colpo di fortuna, regia di Beppe Recchia – programma TV (1975) – solo compositore
- Don Giovanni in Sicilia, regia di Guglielmo Morandi – sceneggiato TV (1977)
- Western di cose nostre, regia di Pino Passalacqua – miniserie TV (1984)

### Prosa televisiva Rai
- L'alfiere, regia di Anton Giulio Majano – miniserie TV (1956)

## Teatro

### Attore teatrale
- 1952 - Il borghese gentiluomo
- 1954 - Controcorrente
- 1955 - Italia sabato sera
- 1956 - Il diluvio
- 1958 - La rosa di zolfo
- 1961 - Rinaldo in campo
- 1963 - Tommaso d'Amalfi
- 1965 - L'isola delle capre
- 1968 - Liolà
- 1969 - Mi è cascata una ragazza nel piatto
- 1971 - Non svegliate la signora
- 1973 - L'opera da tre soldi
- 1979 - Cyrano
- 1981 - L'uomo che incontrò se stesso

## Programmi radiofonici RAI
- Tre voci e tre chitarre, con Sergio Centi e Ugo Calise, 5 ottobre 1955, Secondo Programma, ore 13.
- Voi ed io : punto e a capo, musiche e parole provocate dai fatti programma d'intrattenimento radiofonico del mattino tutti i giorni dal lunedì al sabato dalle 9 alle 11,30 su Radiouno dal 17 novembre al 18 dicembre 1976, regia di Luigi Grillo.
- Gran Varietà: più volte ospite fisso. Ne fu il presentatore dell'edizione estiva 1978.

## Riconoscimenti

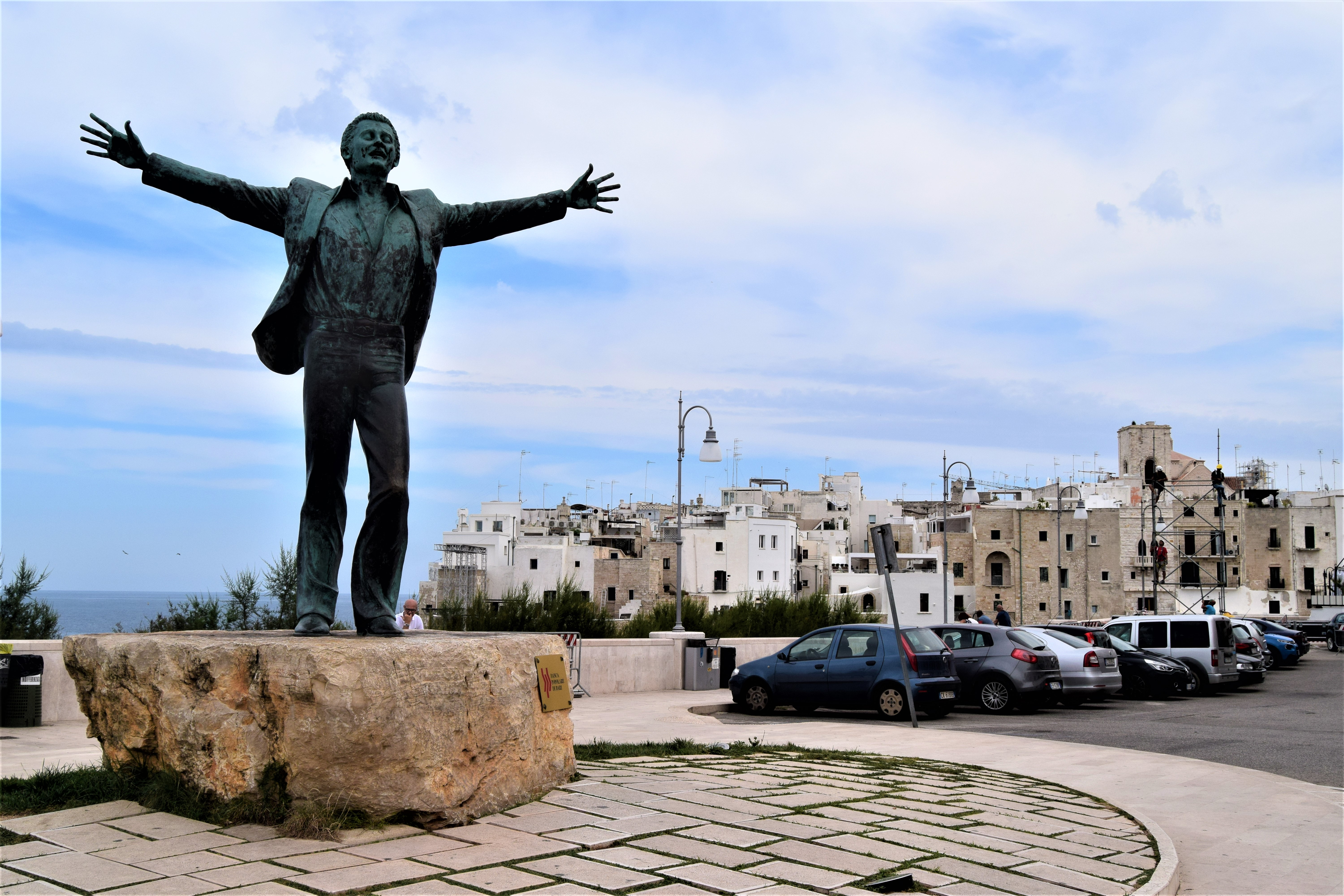
La statua di Modugno sul lungomare di Polignano a Mare

- 1958 vincitore del Festival di Sanremo con Nel blu dipinto di blu
- 1958 premio Grammy per Nel blu dipinto di blu come disco dell'anno
- 1958 premio Grammy per Nel blu dipinto di blu come canzone dell'anno
- 1959 vincitore del Festival di Sanremo con Piove
- 1962 vincitore del Festival di Sanremo con Addio... addio...
- 1964 vincitore del Festival di Napoli con Tu si' 'na cosa grande
- 1966 vincitore del Festival di Sanremo con Dio, come ti amo
- 1974 premio Tenco
- 2001 premio alla carriera "Città di Sanremo" (postumo)

### Postumi
- Nel 2001, al Festival di Sanremo il figlio Massimo ritira il premio alla carriera e alla memoria di suo padre.
- Nel 2008, a cinquant'anni dalla presentazione di Volare, gli è stato dedicato un francobollo celebrativo presentato dai comuni di Sanremo e Polignano a Mare.
- Volare - La grande storia di Domenico Modugno (2013), miniserie in due parti diretta da Riccardo Milani, sulla vita del cantautore, da giovane fino alla vittoria a Sanremo del 1958; Modugno è interpretato da Giuseppe Fiorello, il film è girato a San Pietro Vernotico.
- Il comune di Polignano a Mare ha prodotto le "Celebrazioni ufficiali per i 50 anni di Volare" nel 2008 con la direzione artistica del regista Gianni Torres.
- Nel film del 2009 Cado dalle nubi, Checco Zalone sostiene di essere di Polignano a Mare, paese di Domenico Modugno e quindi nominandolo.
- Nel film Tutto il mio folle amore (2019), Claudio Santamaria interpreta un personaggio soprannominato 'il Modugno della Dalmazia' ed omaggia l'artista cantando alcuni dei suoi brani più famosi che compongono la colonna sonora del lungometraggio.

## Influenza culturale
Delle sue canzoni più celebri vengono di continuo eseguite delle cover e tante raccolte si trovano sul mercato, sia in Italia sia all'estero.
- Nell'estate del 1995, a Polignano a Mare, si è tenuto un omaggio con una manifestazione, Volare insieme - Napoli rende omaggio a Modugno con una rappresentanza di artisti napoletani che gli resero omaggio. Il Presidente della Repubblica Italiana Oscar Luigi Scalfaro inviò all'organizzazione un pubblico telegramma per esprimere soddisfazione e rallegramenti per l'iniziativa.
- Mina ha pubblicato nel 2001 un album di nome Sconcerto, contenente cover di 11 canzoni di Modugno.
- Roberto Murolo ha nel 1994 un album dedicato a Modugno, Tu si' 'na cosa grande - Tributo a Domenico Modugno e contiene 11 brani, tutti in napoletano.
- Nel 1963 Claudio Villa incise l'album Claudio Villa canta Modugno, con sue interpretazioni di alcuni classici del cantautore.
- Nel 2000, a Bologna, il cantante Peppe Voltarelli scrive e mette in scena un recital dal titolo "Voleva fare l'artista" dedicato a Modugno.
- Nel capitolo 7 del romanzo "L'estate muore giovane" dello scrittore foggiano Mirko Sabatino, pubblicato nel 2018 dalla casa editrice nottetempo, i tre ragazzini protagonisti della storia ascoltano il 45 giri "Vecchio Frack" di Domenico Modugno. Il cantante è citato anche nel finale del romanzo.
- Nel 1984 Enrico Ruggeri inserisce nell'album "Presente" la cover di Modugno "Vecchio Frack". Nello stesso anno la canzone sarà cantata da Ruggeri al Festivalbar e incisa in versione da studio nella compilation "Festivalbar 1984".
- Nel 2021 il cantautore Peppe Voltarelli ha reinterpretato Musetto nel suo album Planetario.[50]
- Nel 2025, alla serata delle cover del Festival di Sanremo, Lucio Corsi interpreta "Volare" con Topo Gigio. Scrive Corsi in un suo post su instagram «Topo Gigio esordì in televisione nel 1959 proprio con la voce di Modugno, in qualche modo è come se incontrasse nuovamente la sua canzone».